# دولت ملی انتقالی سومالی
دولت ملی انتقالی جمهوری سومالی از سال ۲۰۰۰ تا ۲۰۰۴ دولت مرکزی سومالی در سطح بین‌المللی به رسمیت شناخته شده بود.